# Berlin-Wedding
Wedding is een stadsdeel van Berlijn, gelegen in het district Mitte. Tot 2001 vormde Wedding een zelfstandig district, dat ook het huidige stadsdeel Gesundbrunnen omvatte. Voor de val van de Berlijnse Muur was Wedding een onderdeel van West-Berlijn.

## Geschiedenis
Wedding werd in 1251 voor het eerst vermeld. Het gebied bleef lange tijd landelijk en bestond vooral uit heide en bosgebied. Nadat veel hout gekapt werd kwam er hier ook meer bewoning. In 1861 werd Wedding, samen met het naburige Gesundbrunnen een deel van Berlijn. Toen Groot-Berlijn tot stand kwam in 1920 werd Wedding een apart district, waartoe ook Gesundbrunnen behoorde. In 2001 werd Wedding onderdeel van het district Mitte en werd Gesundbrunnen ook een apart stadsdeel. 

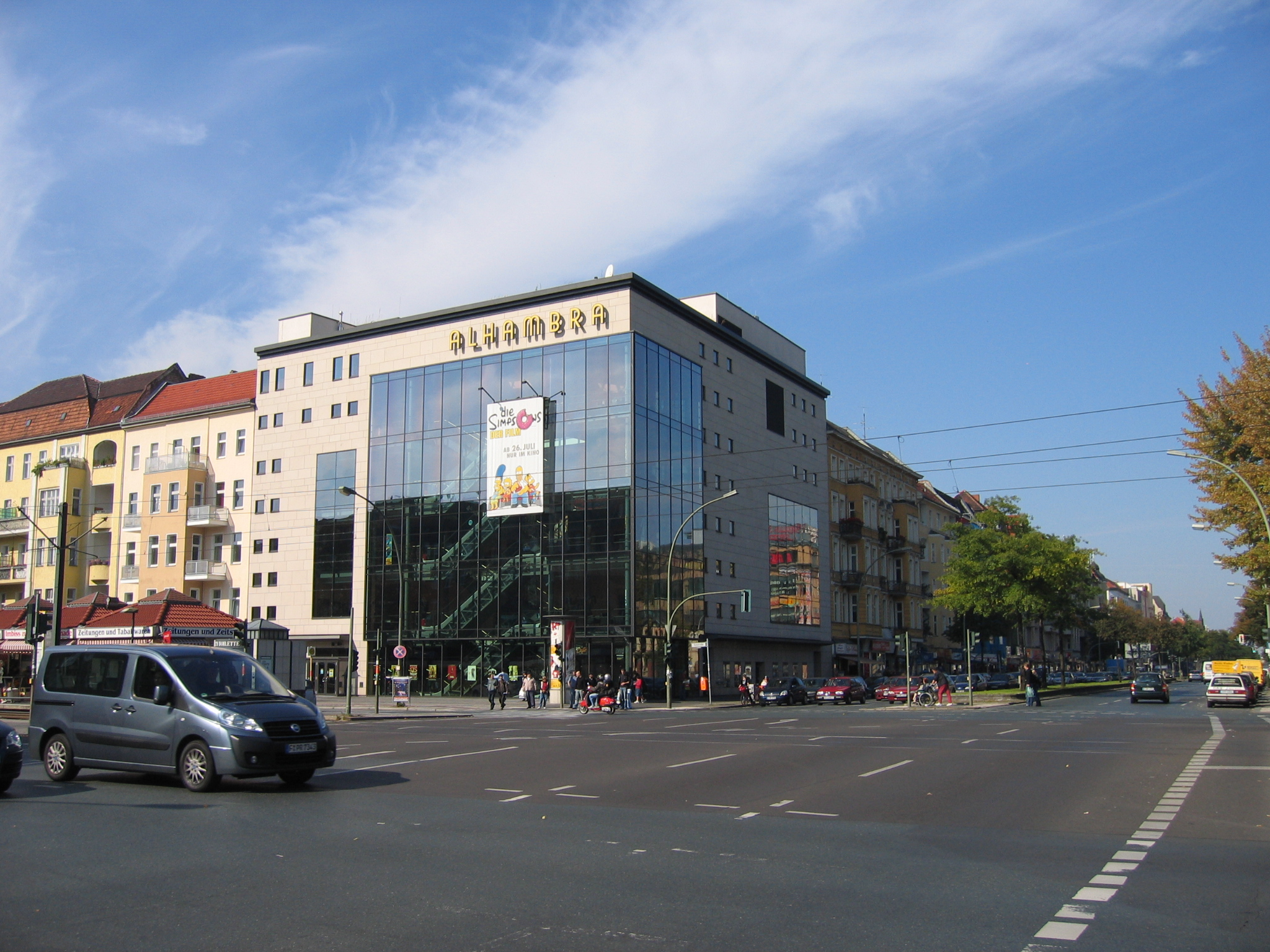
Müllerstr.

## Sport
De Sportplatz Ofener Straße is de thuishaven van WFC Corso 99/Vineta. BFC Meteor 06 speelt op de Sportplatz Ungarnstraße. De club speelde vijf seizoenen in de hoogste klasse, toen deze regionaal nog sterk verdeeld was. Na de Tweede Wereldoorlog speelde de club wel nog 11 seizoenen in de tweede klasse en 8 in de derde, intussen is de club weggezakt naar de lagere reeksen.
SC Minerva 93 Berlin is afkomstig uit Moabit maar speelt op de Sportplatz Chausseestraße in Wedding, de club speelde 46 seizoenen in de hoogste klasse waarvan 1958 de laatste keer was.
BSC Rehberge speelt in het Stadoin Rehberge en speelde negen jaar in de tweede klasse en vier jaar in de derde klasse. Intussen de club weggezakt naar de lagere reeksen.

## Geboren in Berlin-Wedding
- Hardy Krüger (1928), acteur
- Thomas Dörflein (1963-2008), dierenverzorger ijsbeer Knut
- Kevin-Prince Boateng, voetballer
- Leni Riefenstahl, regisseuse